# モータルコンバット (2021年の映画)
『モータルコンバット』（Mortal Kombat）は、2021年のアメリカ合衆国のアクション映画。ミッドウェイゲームズが開発・発売した対戦型格闘ゲーム『モータルコンバット』を映画化した格闘技アクション映画で、1995年の映画のリブート。R15+指定。
監督はサイモン・マッコイド。出演はルイス・タン、ジェシカ・マクナミー、ジョシュ・ローソン、浅野忠信、メカッド・ブルックス、ルディ・リン、マックス・ハン、チン・ハン、ジョー・タスリム、真田広之ら。なお監督のマッコイドは、本作が映画監督デビュー作となった。本作は、HBO Maxで初週に最も視聴された映画となった。
キャッチコピーは「[禁断の死闘]を目撃せよ」。

## あらすじ
1617年の日本。ビ・ハン率いる中国の忍者組織燐塊が、ハサシ・ハンゾウの自宅を襲撃し妻と息子を殺害する。ハンゾウは襲撃者達を殺害し、ハンとも戦ったが敗れて死亡する。彼の遺体は炎に包まれ何処かに消え、やがて地球の守護神、ライデンがハンゾウ家に到着し生き残ったハンゾウの幼い娘を安全に連れて行く。
現代。人間界には危機が迫っていた。『モータルコンバット』として知られる10の大会のうちの9つで人間界は敗北した。 人間界が10回目の大会に敗れた場合、ルールでは魔界に征服されると定められている。しかし、古代の予言によれば、ハサシ・ハンゾウの血統が復活し、魔界の勝利を防ぐ為新たな王者のチームを決成させるとされている。これに気づいた過去9回の大会で勝利を収めた魂を食べる魔術師シャン・ツンは、次の大会が始まる前にドラゴンのマークで識別される人間界の王者を殺すために現在はサブ・ゼロと改名した最強の暗殺者ビ・ハンを人間界に送る。
その王者の1人、胸にドラゴンのあざを刻まれた自らの生い立ちを知らない総合格闘技選手コール・ヤング。彼は選手として負けばかりで芽が出ない中、私生活では妻子と共に幸せに暮らしていたがある日、コールらはサブ・ゼロの襲撃を受けるが試合を観戦していたジャクソン・“ジャックス”・ブリッグス少佐に救助される。ジャックスはコールらに「ソニア・ブレイドに会いに行け」と告げ逃がす。彼は凍った廃工場にてサブ・ゼロと戦うも両腕を凍らされて破壊され転落し意識を失った。コールは家族の安全が脅かされることを懸念し、仲間たちと共にライデンの寺院を訪れる。
そして太古より繰り広げられてきた格闘トーナメントモータルコンバットのことと、自身が魔界の敵達と戦うために選ばれた戦士であることを知ることになる。

## キャスト
コール・ヤング
演 - ルイス・タン、日本語吹替 - 鈴木達央
本作の主人公。総合格闘家の選手として格闘技の小規模な大会に参加している。生まれたころより胸にドラゴンの痣を持つ。妻娘と共にサブゼロに襲撃されたのをジャックスに救われたことからモータルコンバットに関わっていくことになる。覚醒すると上半身に特殊なスーツを纏い、トンファー状の武器が使えるようになる。原作のゲームには存在しない映画オリジナルの登場人物である。
ソニア・ブレイド
演 - ジェシカ・マクナミー、日本語吹替 - 木下紗華
米特殊部隊の中尉。過去に作戦中に起きた事件でモータルコンバットの存在を知り、関係者をジャックスと共に追っていた。ライデンの寺院に到着した時点で人間界の戦士の中で唯一ドラゴンのあざを持たない者であり、当初はモータルコンバットへの出場資格を持っていなかった。あざを所持し、覚醒すると腕からリング状の光弾を放つことができるようになる。
カノウ
演 - ジョシュ・ローソン、日本語吹替 - 間宮康弘
傭兵集団黒龍会のリーダー。金さえ貰えれば誰にでも協力する下劣な男。ドラゴンのあざを所持していたことからソニアによって捕縛されていたがライデンの寺院の場所を知っていたことから協力を依頼され、一同に同行することになるも、覚醒し右目から光線を放つことができるようになる。
ライデン
演 - 浅野忠信、日本語吹替 - 津田健次郎
人間界の守護神であるが、直接的な介入はできない。魔界からの防衛には人間の戦士を招集し、闘わせる以外にない。電撃を利用した結界を張ったり人物を移動させたりすることができる。
ジャクソン・“ジャックス”・ブリッグス
演 - メカッド・ブルックス、日本語吹替 - 三宅健太
米特殊部隊の少佐でソニアの同僚。過去の作戦中に起きた事件でドラゴンのあざを得ている。ソニアと共にモータルコンバットの関係者を追っており、コールを見つけるが直後に襲撃を仕掛けてきたサブゼロと対決し、両腕を失ってしまう。ライデンの寺院に運ばれて機械仕掛けの義手を得る。覚醒すると義手が大幅に強化される。
リュウ・カン
演 - ルディ・リン、日本語吹替 - 江口拓也
ライデンに仕える人間界の戦士の1人。既に覚醒しており、炎を操る能力を持つ。クン・ラオとは共に修行し、義兄弟の仲である。
クン・ラオ
演 -  マックス・ハン、日本語吹替 - 露崎亘
ライデンに仕える人間界の戦士の1人。既に覚醒しており、山高帽を自在に操る能力を持つ。リュウ・カンとは共に修行し、義兄弟の仲である。
シャン・ツン
演 - チン・ハン、日本語吹替 - 拝真之介
魔界の戦士を率いる魔術師。現在、対人間界に9連勝中であり、悲願の10連勝まであと一歩となった。次の大会が始まる前に人間界の王者を殺害するためにサブ・ゼロらを人間界に送る。相手の魂を吸引して殺害する能力を持っている。
ビ・ハン / サブゼロ
演 - ジョー・タスリム、日本語吹替 - 田所陽向
17世紀に中国の忍者組織燐塊に属していた氷を操る冷酷な暗殺者。シャン・ツンに仕えて魔界の戦士となり、人間界の戦士抹殺の為、活動を続けている。
ハサシ・ハンゾウ / スコーピオン
演 - 真田広之、日本語吹替 - 井上和彦
白井流に所属する忍者。17世紀の日本にて妻と息子をビ・ハンに惨殺され自らも戦いに敗れて魔界に堕ちる。その後、スコーピオンとして復活。炎を操る能力を持つ。
レイコ
演 - ネイサン・ジョーンズ、日本語吹替 - 木内太郎
シャン・ツンに仕える大柄な戦士。大型のハンマーを武器とする。
ミレーナ
演 - シシ・ストリンガー、日本語吹替 - 三重野帆貴
シャン・ツンに仕える口が裂けている女暗殺者。二振りの釵を武器とする。
カバル
演 - ダニエル・ネルソン / 声 - デイモン・ヘリマン、日本語吹替 - 堀総士郎
シャン・ツンに仕える元黒龍会構成員でカノウとは旧知の間柄。過去の出来事で大やけどを負っており、金属製のフルフェイスマスクを着用し肺も人工の物に置き換えられている。フックソードを武器にする他、高速移動の特殊能力を持つ。
ゴロー
声 - アンガス・サンプソン、日本語吹替 - 佐々木祐介
シャン・ツンに召集された半龍人の一族ショカンの王子。四本の腕を持ち、非常に大きい体躯を持つ。
ニタラ
声 - メル・ジャーンソン、日本語吹替 - 熊谷海麗
シャン・ツンに召集された外界の吸血鬼。その翼で自在に飛行をすることができる。
シゾス
シャン・ツンに仕える爬虫類の様な外見を持つ暗殺者。ソニアの隠れ家を襲撃するもカノウに心臓をもぎ取られ殺害される。原作ではレプタイルという名前である。
エミリー
演 - マチルダ・キャンバー、日本語吹替 - イブ優里安
コールの娘。
アリソン
演 - ローラ・ブレント、日本語吹替 - 清水はる香
コールの妻。
ハサシ・ハルミ
演 - 篠原ゆき子
献身的に尽くすハサシ・ハンゾウの妻。ハンゾウの留守中、ビ・ハンによって惨殺される。彼女のとっさの機転により白井流の命脈は保たれることとなる。
ハサシ・“ジュウベエ”・サトシ
演 - 宮川蓮、日本語吹替 - 大平あひる
ハサシ・ハンゾウの息子。ビ・ハンから母であるハルミを庇おうとするが、共に殺害される。

## 公開
当初、『モータル・コンバット』は2021年3月5日公開の予定だったが4月16日に変更され、後に4月23日に変更された。
また、配給を担当するワーナー・ブラザースは映画計画の一環として、本作を含む2021年公開の17本の映画を劇場公開と同時にHBO Maxでストリーミング配信する方針を発表した。
日本では2021年6月18日に公開された。なおレーティングはR15+指定となっている。
公開後の2021年6月21日に発表された週末興行成績ランキングでは初登場第11位にランクインした。

## シリーズ構想
シリーズとしての映画の継続について本作のプロデューサートッド・ガーナーは、ジョニー・ケイジが主人公の単独映画の可能性があることをColliderに明らかにした。ジョー・タスリムは本作が成功した場合、彼は4つの続編のためにサインしたことを明らかにした。本作の監督のサイモン・マッコイドは、脚本が良ければ続編の監督に戻ることを考えていると述べた。共同脚本のグレッグ・ルッソはColliderに対し、本作はトーナメント前の最初の映画セット、トーナメント中に設定された第2作目・3作目セットのポストトーナメントで、3部作と見なしていると語った。 
本作の公開後のインタビューでマッコイドは、「ジョニー・ケイジが「巨大な人格」であり、映画のバランスを崩すのでキャラクター、ジョニー・ケイジは映画で紹介されなかった。」と語った。彼は潜在的な続編がケイジやキタナのようなキャラクターのための材料を探求できることを明らかにした。彼はまた、より多くの女性キャラクターを含めたいと表明した。
インタビューの中でジェシカ・マクナミーは、潜在的な続編でジョニーとキャシー・ケイジとの関係を探求することに興味を示した。プロレスラーのザ・ミズはジョニー・ケイジ役に公然と関心を示し、モータル・コンバット共同クリエイターのエド・ブーンの支援を受けている。俳優のスコット・アドキンスも主演のルイス・タンにインタビューしながらケイジ役に興味を示した。2021年9月14日、Varietyはワーナー・ブラザーズがモータルコンバット・ユニバースで他の続編を制作しようとしていると報告した。
2022年1月26日、ワーナーは続編の脚本家にジェレミー・スレーターを起用した。